# Yūko Gotō
Yūko Gotō (後藤 邑子 Gotō Yūko?,  Prefectura de Aichi, 28 de agosto de 1975) es una actriz de voz y cantante japonesa, afiliada a Axlone. En 2012, Gotō anunció que padecía lupus y púrpura trombocitopénica idiopática, debido a lo cual se sometió a tratamiento médico al tiempo que se encontraba trabajando.

## Filmografía
Lista de roles interpretados durante su carrera.
Los papeles principales están en negrita.

### Anime
1999
- Iketeru Futari como Kaneto Sakurai.
- Nekojiru Gekijou como Nyansuke.

2000
- Daa! Daa! Daa! como Sayuri.

2002
- Mirmo Zibang! como Kameri.
- Naruto como Futaba (ep. 56)
- Witch Hunter Robin como Methuselah (joven).
- I"s Pure como Yuka Morisaki.
- Mizuiro como Hiyori Morisaki.

2003
- Narue no Sekai como Yuki Kashiwazaki.
- Pichi Pichi Pitch como Jennifer Houston (ep. 3)

2004
- Genshiken como Susanna Hopkins.
- Kyō Kara Maō! como Izula.
- ToHeart ~remember my memories~ como Mizuho Aihara.

2005
- Fushigiboshi no Futago Hime como Rain.
- Lamune como Nanami Konoe.
- Shuffle! como Kaede Fuyou; Masato.

2006
- Fushigiboshi no Futago Hime Gyu! como Rain.
- Kujibiki ♥ Unbalance como Kaoruko Yamada.
- Lovedol ~Lovely Idol~ como Miu Nekoya.
- Otoboku como Ichiko Takashima.
- Suzumiya Haruhi no Yūutsu como Mikuru Asahina.

2007
- Blue Drop: Tenshi-tachi no Gikyoku como Tsubael.
- Dragonaut - The Resonance como Makina; Ai Kamishina (ep. 1)
- Genshiken 2 como Kaoruko Yamada (ep. 2); Susanna Hopkins
- Hayate no Gotoku! como Maō (ep. 10)
- Hidamari Sketch como Hiro.
- Jūsō Kikō Dancouga Nova como Eida.
- Lucky☆Star como Gotouza-sama (ep. 23)
- Night Wizard The Animation como Bell Zephyr.
- Sayonara Zetsubō Sensei como Abiru Kobushi.
- Shuffle! Memories como Kaede Fuyou; Masato
- Sketchbook ~full color'S~ como Kate.
- Touka Gettan como Touko Kuronuma (ep. 15)
- Yattokame Tanteidan como Mai Namikawa.

2008
- Code Geass: Lelouch of the Rebellion R2 como Anya Alstreim; Monica Krushefski (ep. 22); Mutsuki Minase.
- Gintama , Kirara (Ep.126 al 128)
- Hidamari Sketch × 365 como Hiro.
- Itazura na Kiss como Christine Robbins.
- Jigoku Shoujo Mitsuganae como Mioi Hatsumi (ep. 8)
- Kimi ga Aruji de Shitsuji ga Ore de como Miyu Kuonji.
- Kuroshitsuji como Mina (eps. 14-15)
- Kyōran Kazoku Nikki como Raichō Hiratsuka/Niban Shinigami.
- Special A como Hikari Hanazono.
- Zoku Sayonara Zetsubō Sensei como Abiru Kobushi.

2009
- Queen's Blade como Menace.
- Suzumiya Haruhi no Yūutsu (2009) como Mikuru Asahina.
- Tears to Tiara como Riannon.
- Zan Sayonara Zetsubō Sensei como Abiru Kobushi.
- Shin Koihime Musō como Hinari.

2010
- Shin Koihime Musō Otome Tairan como Hinari.
- Shukufuku No Campanella como Avril.
- Arakawa Under The Bridge como Jacqueline.

2011
- oretachini tsubasa wa nai como Naru Ōtori (鳳鳴, Ōtori Naru?)
- Sket Dance Cap.39 como Luigiana.

2017
- Kobayashi-san Chi no Maid Dragon como Georgie Saikawa

2019
- Nande Koko ni Sensei ga!? como Mayu Matsukaze

2021
- Kobayashi-san Chi no Maid Dragon S como Georgie Saikawa

### OVA
- AIKa ZERO como Miyu Shiratori.
- I"s como Yuka Morisaki.
- I"s Pure como Yuka Morisaki.
- Kujibiki Unbalance como Kaoruko Yamada.
- Mizuiro como Hiyori Hayasaka.
- Yotsunoha como Iori Yuzuki.
- Queens Blade Utsukukishi Toushi Tachi como Menace.

### Películas
- Crayon Shin-chan: Otakebe! Kasukabe Yasei Ōkoku como Victoria.
- La desaparición de Haruhi Suzumiya como Mikuru Asahina.

### Videojuegos
- Berserk Millennium Falcon Arc ~Chapter of the Record of the Holy Demon War como Farnese.
- Lamune ~ Galasubin ni Utsuru Umi~ como Nanami Konoe.
- MegaMan Zero 4 como Neige.
- Mizuiro como Hiyori Hayasaka.
- Riviera: The Promised Land como Cierra.
- Shuffle! como Kaede Fuyou.
- LoveSongs: ADV 双葉理保14歳〜夏〜 como Riho Futaba.
- SIMPLE2000シリーズ アルティメットVol.18 ラブ エアロビ como Riho Futaba.
- SIMPLE2000シリーズ Vol.50 THE 大美人 como Riho Futaba.
- SIMPLE2000シリーズ Vol.63 もぎたて水着!女まみれの THE 水泳大会 como Riho Futaba.
- SIMPLE2000シリーズ Vol.80 THE お姉チャンプルゥ ~THE 姉チャン 特別編~ como Riho Futaba.
- SIMPLE2000シリーズ Vol.101 THE お姉チャンポン 〜THE 姉チャン2 特別編〜 como Riho Futaba.
- Blue Archive como Miyu Kasumizawa.

## Interpretación de temas principales
Lista de interpretaciones en openings y endings.
- Sushigiboshi no Futagohime (ED1)
- Suzumiya Haruhi no Yūutsu (OP1/ED)
- ´They are my noble masters(ED)
- Special A - Special Days (OP1)
- Nande Koko ni Sensei ga!? (ED) EP5-EP6